# Droga wojewódzka nr 477
Droga wojewódzka nr 477 (DW477) – droga wojewódzka łącząca węzeł dróg S8 i drogi krajowej nr 45 z drogą wojewódzką nr 482  w Złoczewie

## Miejscowości leżące przy trasie DW477
- Złoczew